# Polyptyque Tarlati

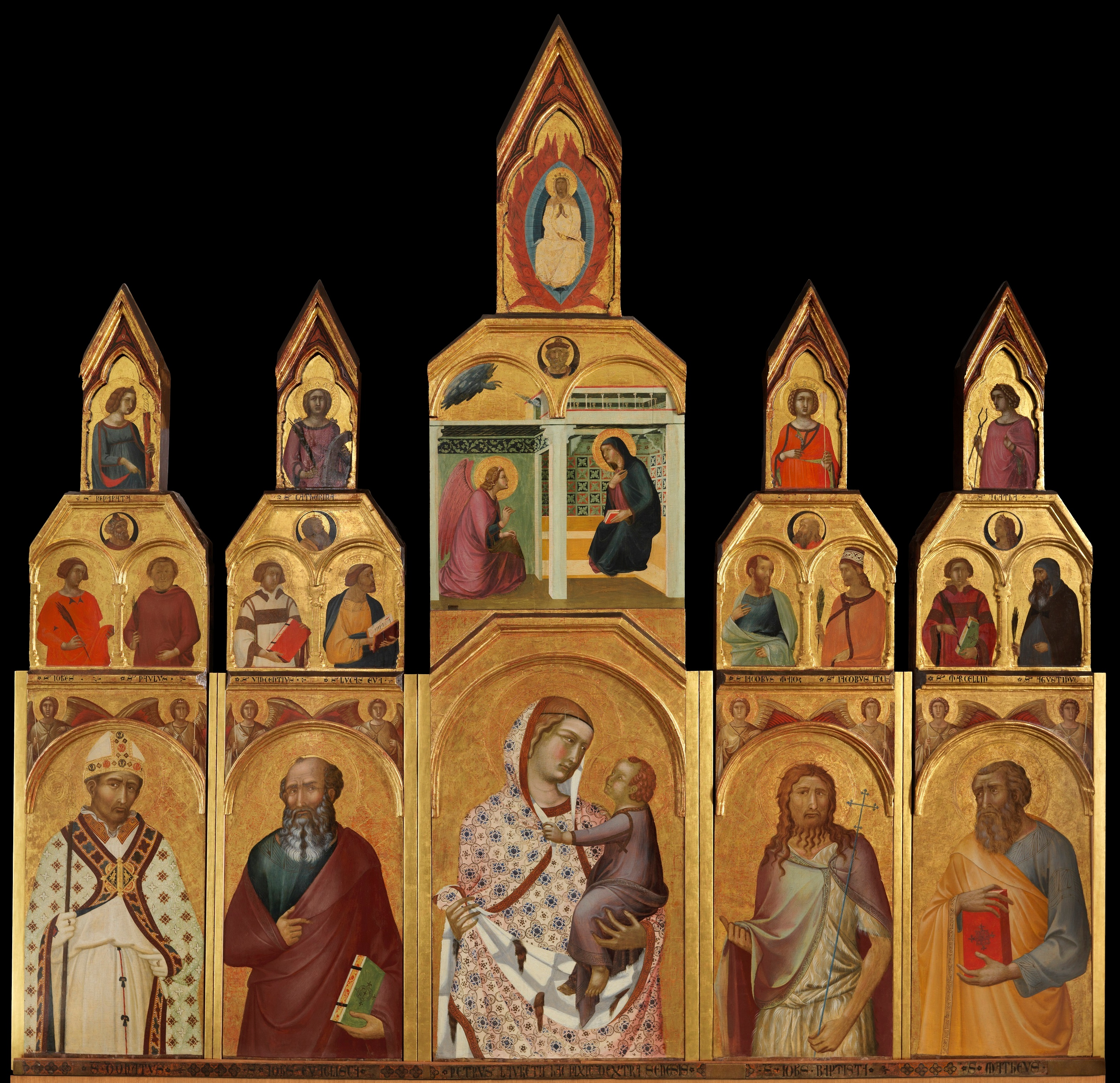
Polyptyque (sans la prédelle).

Le polyptyque Tarlati est une  œuvre polyptyque de Pietro Lorenzetti réalisée en 1320, destinée à être le retable du maître-autel de l'église Santa Maria della Pieve d'Arezzo commissionné par l'évêque de la ville, Guido Tarlati.

## Histoire
Le tableau,  une peinture et or sur bois de  298 × 309 cm, est signé par son auteur : Petrus pictor, quondam Lorenzetti qui fuit de Senis (« Pietro, fils de feu Lorenzetti, originaire de Sienne ») et est sa première œuvre datée (1320). 
Le polyptyque démembré de facture byzantine, nous est parvenu sans sa prédelle.

## Composition
Le panneau central est une Vierge à l'Enfant portant un manteau de fourrure blanche à motifs noirs et queues de vison. Il est surmonté d'une Annonciation et, au sommet, d'une Assomption en cimaise.
Les saints des panneaux latéraux sont :
- au niveau du panneau central :
  - à gauche Donato, Jean l’Évangéliste,
  - à droite Jean-Baptiste (qui désigne le Christ du pouce[1]), Matthieu ;
- au-dessus :
  - à gauche Jean, Paul, Vincent, Luc,
  - à droite   Jacques le Majeur, Jacques le Mineur, Marcellin, Augustin.
- eux-mêmes sont surmontés de :
  - sainte Catherine d'Alexandrie  avec sa roue dentée,
  - sainte Agathe, avec une pince dans la main gauche.

## Sources